# Eric Van der Linden
Eric Van der Linden (* 17. April 1974 in Schagen) ist ein ehemaliger belgischer Triathlet und Olympionike (2000).

## Werdegang
Eric Van der Linden war seit 1996 als Profitriathlet aktiv und 2000 startete in Sydney bei den Olympischen Spielen.

In den Jahren 2000 und 2001 wurde er belgischer Triathlon-Staatsmeister und belegte in beiden Jahren den dritten Rang bei der Triathlon-Europameisterschaft.
Er konnte in seiner aktiven Zeit viermal den Alpen-Triathlon am Schliersee für sich entscheiden.
2002 erklärte er seinen Rückzug vom Profisport, kehrte aber schon im Folgejahr wieder zurück. Sein letzter internationaler Start war 2004. Heute ist er als Trainer aktiv.
Er trainierte z. B. die niederländische Athletin Rachel Klamer.

## Sportliche Erfolge
| Datum/Jahr    | Rang | Wettbewerb                           | Austragungsort | Zeit        | Bemerkung |
| ------------- | ---- | ------------------------------------ | -------------- | ----------- | --- |
| 3. Juli 2004  | 1    | ETU Triathlon European Cup           | Holten         | 01:50:07    | Sieg vor dem Dänen Rasmus Henning                                                                                    |
| 18. Apr. 2004 | 20   | ETU Triathlon European Championships | Valencia       | 01:50:23    | |
| 9. Apr. 2004  | 51   | ITU Triathlon World Championships    | Madeira        | 01:46:40    | |
| 26. Juni 2004 | 1    | Alpen-Triathlon                      | Schliersee     | 02:00:26    | |
| 7. Dez. 2003  | 40   | ITU Triathlon World Championships    | Queenstown     | 02:00:02    | |
| 2. Sep. 2001  | 2    | ETU European Triathlon Cup           | Gérardmer      | 03:46:47    | [ 3 ] |
| 4. Aug. 2001  | 1    | Alpen-Triathlon                      | Schliersee     |             | |
| 23. Juni 2001 | 3    | ETU Triathlon European Championships | Karlsbad       | 02:04:20    | [ 4 ] |
| 2001          | 1    | BEL Triathlon National Championships | Belgien        |             | |
| 2000          | 3    | ETU Triathlon European Championships | Stein          | 01:54:40    | Dritter bei der Europameisterschaft auf der olympischen Distanz (1,5 km Schwimmen, 40 km Radfahren und 10 km Laufen) |
| 16. Sep. 2000 | 42   | Olympische Sommerspiele 2000         | Sydney         | 01:54:32,04 | |
| 2000          | 1    | BEL Triathlon National Championships | Belgien        |             | |
| 30. Aug. 1998 | 18   | ITU Triathlon World Championships    | Lausanne       | 01:58:09    | |
| 16. Nov. 1997 | 18   | ITU Triathlon World Championships    | Perth          | 01:51:31    | Triathlon-Weltmeisterschaft auf der Kurzdistanz                                                                      |
| 15. Aug. 1997 | 1    | ITU Triathlon World Cup              | Embrun         | 02:03:01    | Sieg vor dem Schweizer Jean-Christophe Guinchard                                                                     |
| 2. Aug. 1997  | 1    | ETU Triathlon European Cup           | Schliersee     |             | Sieg beim Alpen-Triathlon                                                                                            |
| 5. Juli 1997  | 18   | ETU Triathlon European Championships | Vuokatti       | 02:03:09    | |
| 24. Aug. 1996 | 21   | ITU Triathlon World Championships    | Cleveland      | 01:43:22    | |
| 7. Juli 1996  | 9    | ETU Triathlon European Championships | Szombathely    | 01:43:59    | |
| 1996          | 1    | Alpen-Triathlon                      | Schliersee     |             | |

(DNF – Did Not Finish)